# Crème brûlée
Crème brûlée er fransk for brændt creme. Det er en dessert  af fløde pisket med sukker, æggeblommer og vanilje. Retten tilskrives oftest det franske køkken, men Spanien gør også krav på den under navnet "crema catalana". 
Denne masse bliver bagt i ovnen i vandbad ved lav temperatur og kølet ned til fast konsistens. Den bliver drysset med sukker og brændt til karamelliseret konsistens fx med en gasbrænder eller ved flambering. Den bliver serveret iskold med frisk frugt i en ramekin. Bedst med en kompot af friske hindbær.
Retten kendes fra det borgerlige køkken i både Danmark og Norge, helt tilbage fra 1800-tallet. Først i 1990’erne vandt betegnelsen "Crème brûlée" udbredelse. Før da kendtes desserten som karamelbudding på dansk (Norsk: karamellpudding).
Den tidligste danske opskrift på desserten blev fundet i en kogebog fra 1766 og kaldtes "Brandt Craim". En lignende opskrift med navnet "Bagt Krem" blev også fundet i en kogebog fra 1785, men derefter forsvandt den fra danske kogebøger.

## Billeder
- Flambering af crème brûlée